# Declaración de Independencia de Indonesia
La Declaración de Independencia de Indonesia (en indonesio: Proklamasi Kemerdekaan Indonesia, o simplemente Proklamasi) fue leída a las 10.00 a. m. con treinta y siete segundos del viernes, 17 de agosto de 1945. La declaración marcó el inicio de la resistencia diplomática y armada de la Revolución Nacional Indonesia en contra de fuerzas de los Países Bajos y civiles pro-neerlandeses, hasta que estos últimos aceptaron la independencia de Indonesia en forma oficial en 1949. En 2005, los Países Bajos declararon que habían aceptado el 17 de agosto de 1945 como la fecha de independencia de facto de Indonesia.  En una entrevista en 2013 con el historiador indonesio Sukotjo, entre otros, se pidió al gobierno neerlandés aceptar formalmente la fecha de independencia como el 17 de agosto de 1945.
El documento fue firmado por Sukarno y Mohammad Hatta, quienes al día siguiente fueron nombrados presidente y vicepresidente, respectivamente.

## La Declaración

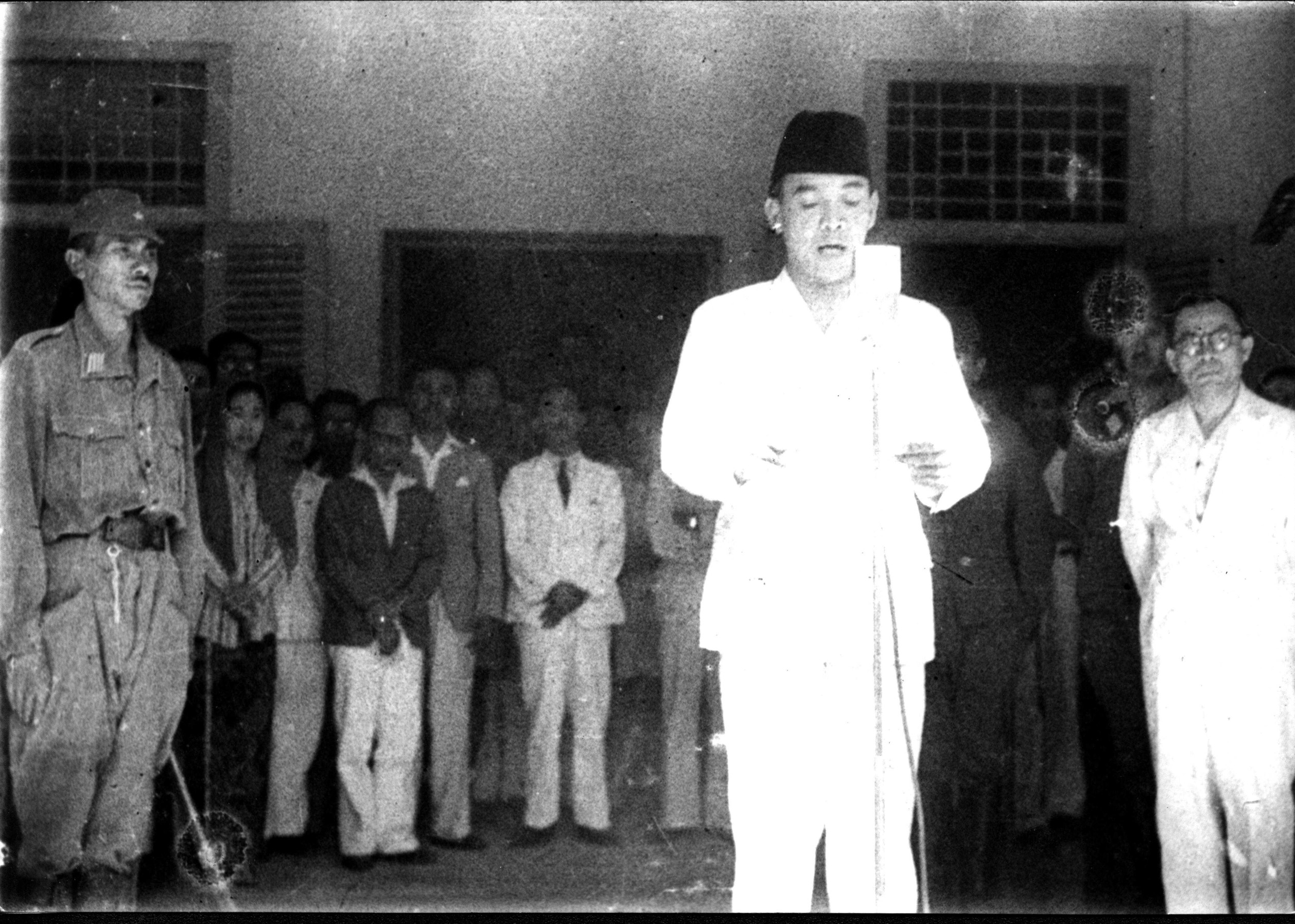
Sukarno, acompañado por Mohammad Hatta (derecha), proclamando la independencia de Indonesia.

El borrador del documento fue preparado solo unas horas antes, en la noche del 16 de agosto, por Sukarno, Hatta, y Soebardjo, en la casa del Contraalmirante Maeda (Minoru) Tadashi, Miyako-Doori 1, Yakarta (hoy en día el "Museo de la Declaración de Independencia") JL. Imam Bojol I, Yakarta). La declaración de independencia original fue escrita a máquina por Sayuti Melik. El mismo Maeda estaba durmiendo en su cuarto en el segundo piso. Él estaba de acuerdo con la idea de la independencia de Indonesia, y había prestado su casa para la preparación del documento. Sin embargo, el Mariscal de Campo Terauchi Hisaichi, el más alto líder japonés en el Sureste Asiático y el hijo del primer ministro de Japón, Terauchi Masatake, no estaba de acuerdo con esta proclamación, que originalmente, estaba programada para el 24 de agosto.
Mientras que la preparación formal de la declaración, e incluso la misma independencia oficial, había sido planeada cuidadosamente unos meses antes, la fecha misma de la declaración fue adelantada casi involuntariamente como consecuencia de la rendición incondicional de Japón ante los aliados el 15 de agosto luego del bombardeo atómico de Hiroshima y Nagasaki. El evento histórico tuvo lugar como parte de un complot, liderado por unos cuantos activistas jóvenes más radicales como Adam Malik y Chairul Saleh, que pusieron presión sobre Soekarno y Hatta para declarar la independencia en forma inmediata. La declaración debía ser firmada por los 27 miembros del Comité Preparatorio para la Independencia de Indonesia (PPKI según sus siglas en indonesio) que representaban simbólicamente la diversidad de la nueva nación. Este hecho en particular fue inspirado aparentemente por el mismo espíritu de la Declaración de Independencia de los Estados Unidos. Sin embargo, la idea fue rechazada rotundamente por los activistas radicales anteriormente mencionados, indicando que el comité estaba muy estrechamente asociado con el saliente gobierno de ocupación japonés, creando así problemas de credibilidad. Así fue que los activistas exigieron que las firmas de seis de ellos sean incluidas en el documento. Todas las partes involucradas en el momento histórico finalmente acordaron una solución conciliadora que solo incluía las firmas de Soekarno y Muhammad Hatta "en el nombre de toda la nación de Indonesia".
Inicialmente, Soekarno quería que la declaración sea leída en Ikada Plain, el gran campo abierto en el centro de Yakarta, pero debido a una infundada aprensión general de un posible sabotaje japonés, el lugar fue cambiado al domicilio de Soekarno en Pegangsaan Timur 56. En realidad no había evidencia concreta de estas sospechas dado que los japoneses ya se habían rendido ante los Aliados, y la declaración de independencia fue presentada sin ningún contratiempo.
La proclamación en Jalan Pegangsaan Timur 56, Yakarta, fue escuchada por todo el país ya que el texto fue transmitido en secreto por radialistas indonesios utilizando los transmisores de la estación de radio YAKARTA Hoso Kyoku. Un traducción al inglés de la proclamación fue transmitida al exterior.

## Borrador

### Indonesio
PROKLAMASI
Kami, bangsa Indonesia, dengan ini menjatakan kemerdekaan Indonesia.
Hal-hal jang mengenai pemindahan kekoeasaan,d.l.l., diselenggarakan dengan tjara saksama dan dalam tempoh jang sesingkat-singkatnja
Djakarta, 17-8-'05

Wakil-Wakil Bangsa Indonesia 

### Enmiendas
Se realizaron tres enmiendas al borrador:
- "tempoh": cambiado a "tempo", ambas significan "periodo de tiempo".
- 17-8-05: cambiado a "hari 17, boelan 8, tahoen 05" ("día 17, mes 8, año 05" del calendario japonés); el número "05" es la forma corta del año 2605.
- "Wakil-Wakil Bangsa Indonesia" (Representantes del pueblo de la nación de Indonesia): cambiado a "Atas nama bangsa Indonesia" ("en el nombre de la nación de Indonesia").[5]

## Texto final
PROKLAMASI

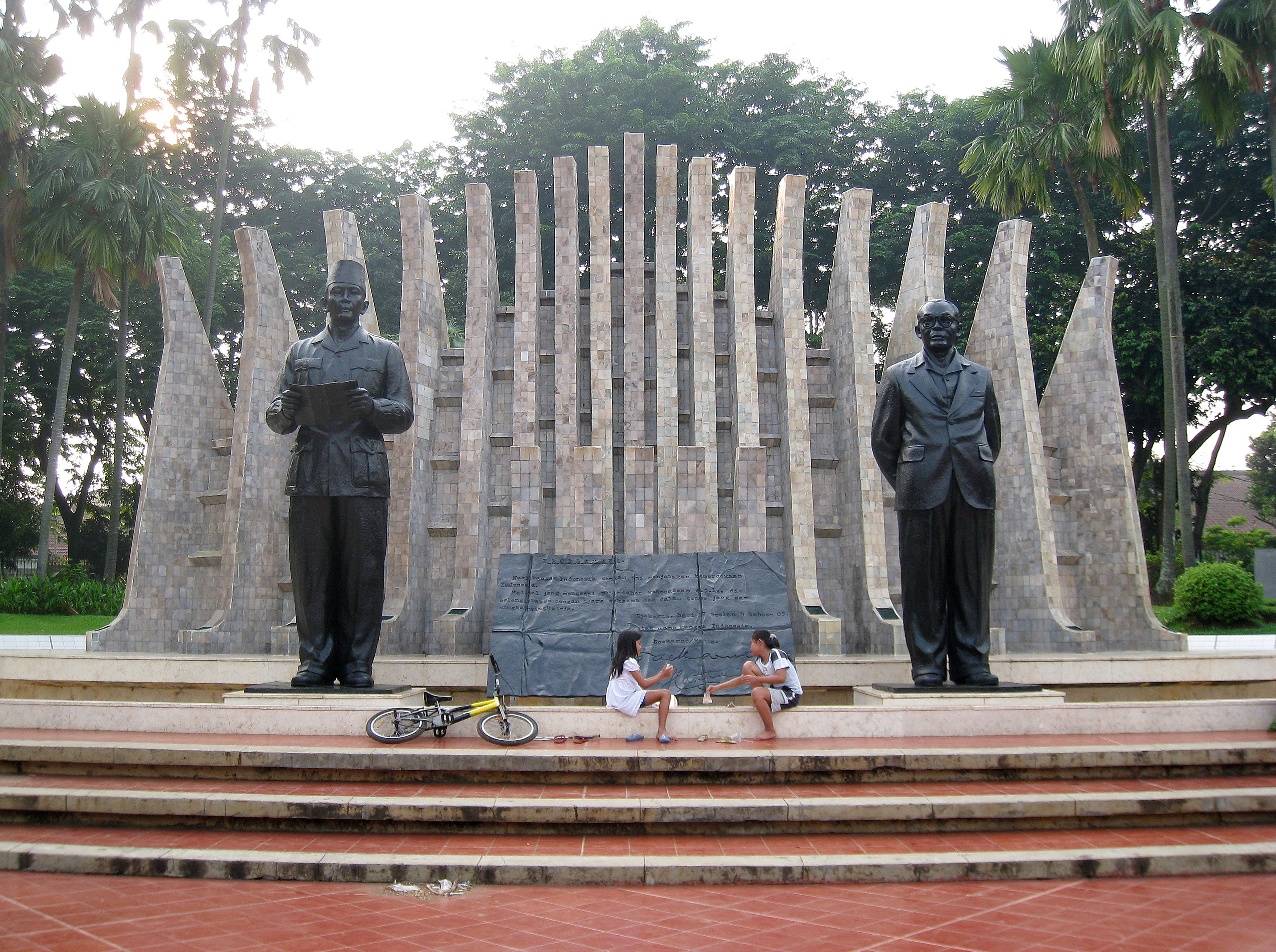
El monumento que conmemora la Declaración de Independencia de Indonesia.

Kami, bangsa Indonesia, dengan ini menjatakan kemerdekaan Indonesia.
Hal-hal jang mengenai pemindahan kekoeasaan d.l.l., diselenggarakan dengan tjara saksama dan dalam tempo jang sesingkat-singkatnja.
Djakarta, hari 17 boelan 8 tahoen 05
Atas nama bangsa Indonesia,
Soekarno/Hatta.

### Traducción
Una traducción al inglés publicada por el Ministerio de Asuntos Exteriores de octubre de 1948 incluía todo el discurso como fue leído por Sukarno. Incorporaba comentarios realizados antes y después de la proclamación en sí. George McTurnan Kahin, un historiador sobre Indonesia, creía que estos fueron omitidos en su publicación en Indonesia ya sea debido al control japonés de los medios o por miedo de provocar una violenta reacción japonesa.
El texto, traducido al español, lee lo siguiente:
DECLARACIÓN
NOSOTROS, EL PUEBLO DE INDONESIA, DECLARAMOS MEDIANTE LA PRESENTE

LA INDEPENDENCIA DE INDONESIA. LOS TEMAS QUE SE REFIEREN A LA TRANSFERENCIA

DE PODER Y OTROS SIMILARES SERÁN EJECUTADOS EN FORMA CUIDADOSA Y

EN EL MENOR TIEMPO POSIBLE
YAKARTA, 17 DE AGOSTO DE 1945
EN EL NOMBRE DEL PUEBLO DE INDONESIA

SOEKARNO—HATTA

## Billete

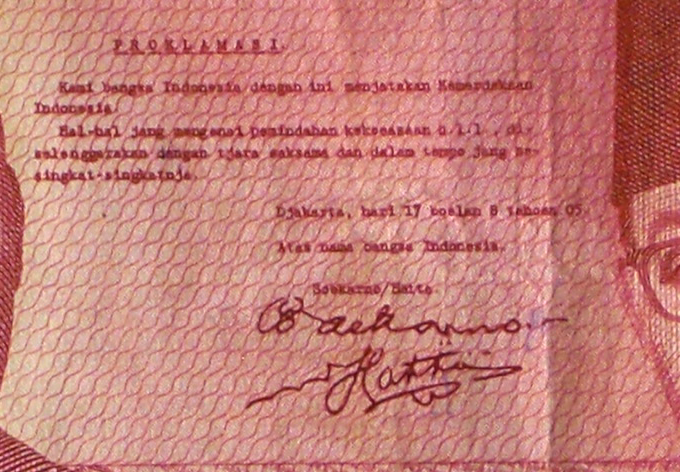
Un billete de 100.000 rupias que contiene la declaración de independencia.

La declaración está escrita en la parte de atrás del billete de 100.000 rupias de la serie del año 2004.
- Wikisource contiene una copia de la Declaración de Independencia de Indonesia.

## Más información
- Anderson, Ben (1972). Java in a Time of Revolution: Occupation and Resistance, 1944-1946. Ithaca, N.Y.: Cornell University Press. ISBN 0-8014-0687-0.
- Ricklefs, M.C., 1981, A History of modern Indonesia Macmillan Southeast Asian Reprint, p198
- Lembaga Soekarno-Hatta, 1984 Sejarah Lahirnya Undang Undang Dasar 1945 dan Pancasila, Inti Idayu Press, Yakarta, p19
- Direktorat Jenderal Kebudayaan Departemen Pendidikan dan Kebudayaan,1991:52-53.